# Hôtel des Brasseurs

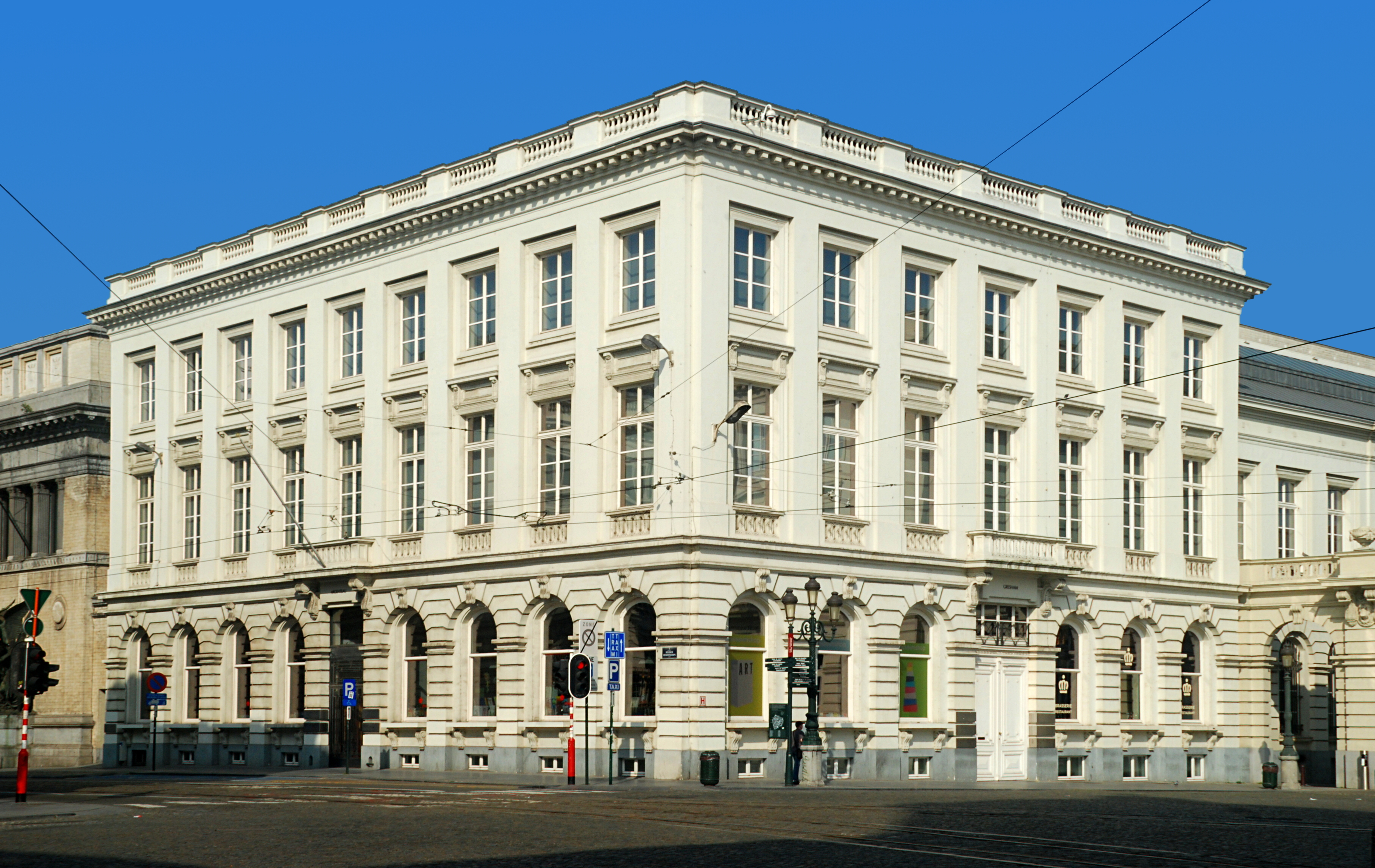
Het Hôtel des Brasseurs

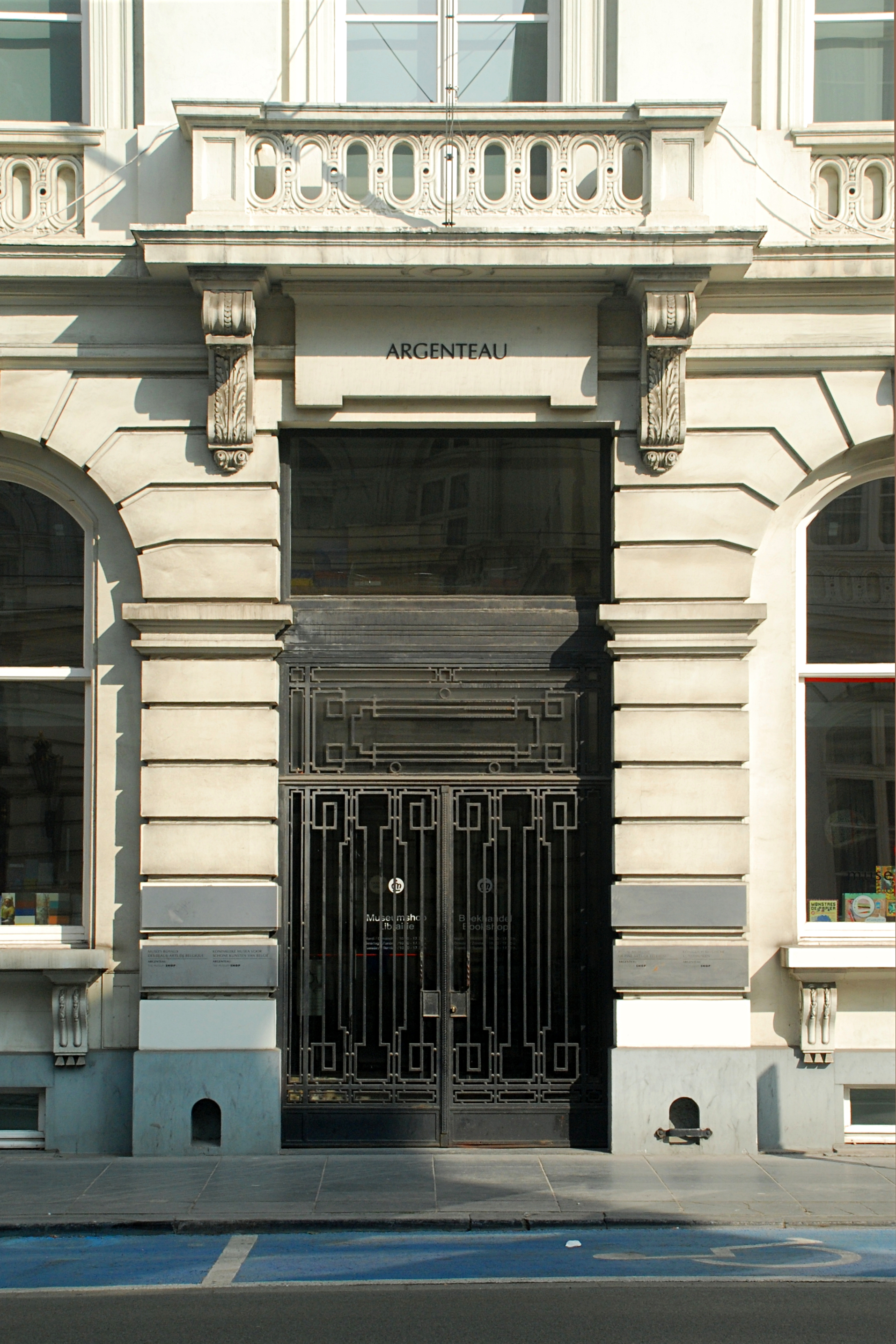
De ingang aan de Regentschapsstraat

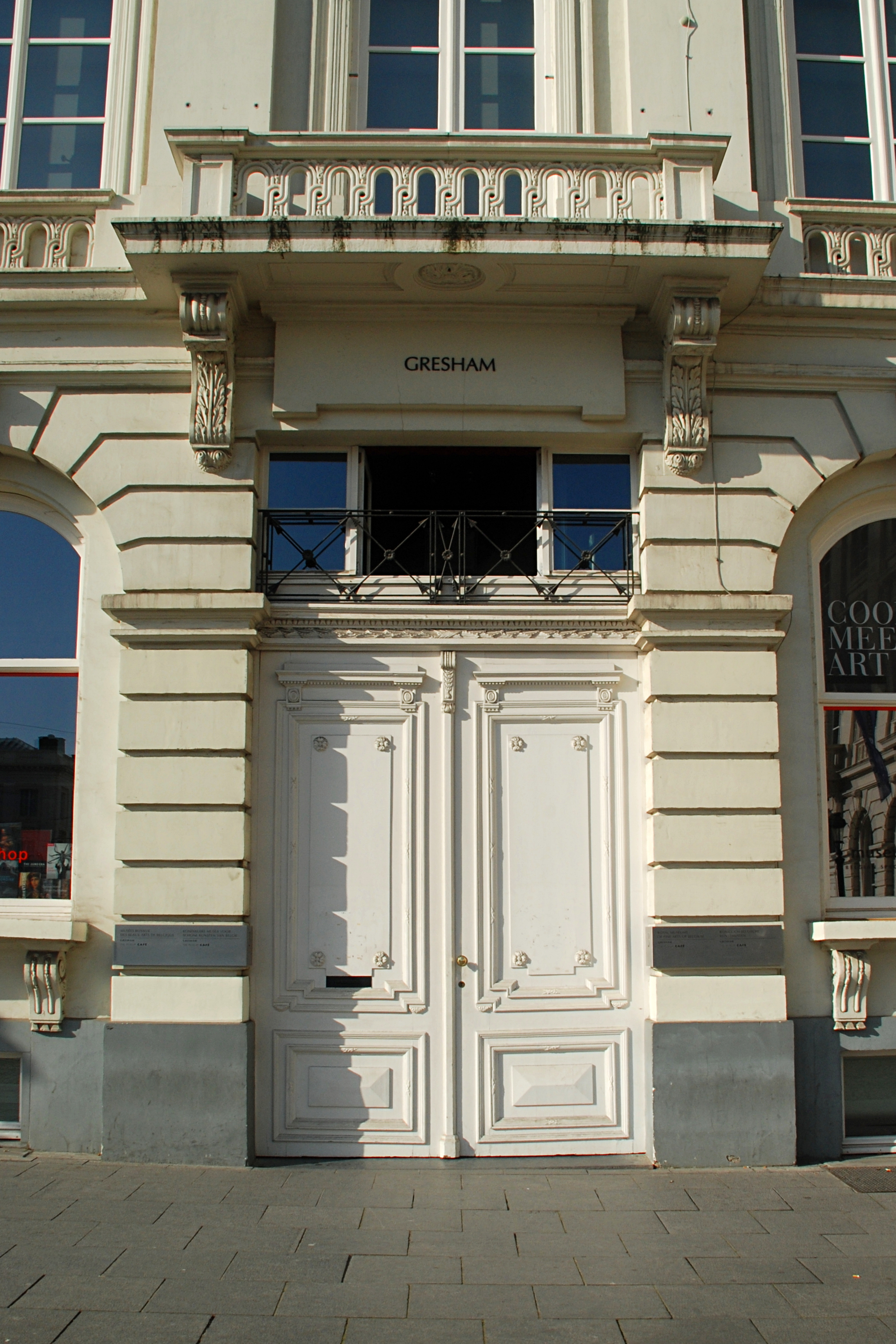
De ingang aan het Koningsplein

Het Hôtel des Brasseurs is een neoklassiek gebouw aan het Koningsplein in de Koninklijke Wijk in de Belgische stad Brussel. Het gebouw is onderdeel van de Koninklijke Musea voor Schone Kunsten van België.
Het gebouw ligt aan het Koningsplein 3 en de Regentschapsstraat 1-1a. Aan de overzijde van de Regentschapsstraat bevindt zich het Paleis van de graaf van Vlaanderen dat het Rekenhof huisvest. Rechts van de gevel langs de Regentschapsstraat bevindt zich de hoofdingang van de Koninklijke Musea voor Schone Kunsten van België. In het noorden ligt het Museumplein, de Kunstberg en het Hôtel du Lotto (Musée Magritte Museum). Aan de overzijde van het Koningsplein liggen onder meer het Hôtel de Coudenberg en het Sint-Jacob-op-Koudenbergkerk.
De vleugel lang het Koningsplein herbergt het Hôtel Gresham en de vleugel langs de Regentschapsstraat staat bekend als het Hôtel d'Argenteau.

## Geschiedenis
In 1731 verwoestte een grote brand het paleis. De Oostenrijkse autoriteiten wilden op de locatie van het voormalige paleis een monumentaal plein bouwen, geïnspireerd op het Place Stanislas in Nancy in Nancy (1755) en het Place Royale in Reims (1759). Het project werd in 1774 goedgekeurd door keizerin Maria Theresia van Oostenrijk. In 1776 evolueerde het project naar een monumentaal stadsplan met acht paviljoens. Dit werd toevertrouwd aan de Franse architecten Jean-Benoît-Vincent Barré, die het basisontwerp bedacht, en Barnabé Guimard, die verantwoordelijk was voor de gedetailleerde plannen.
Het Hotel des Brasseurs werd in 1780 na aankoop van het voormalige Hôtel de Mérode of Hôtel de Rubempré voor de Brouwersgilde gebouwd. Het was ook gedeeltelijk voor de Franse minister graaf Jean-Balthazar d'Adhémar de Montfalcon bestemd. Onder Frans bewind werd het gebouw een nationaal goed, opgesplitst in een dubbele woning en verkocht aan particulieren.
Het gedeelte langs de Regentschapsstraat en de drie traveeën aan de linkerzijde van het Koningsplein werden in 1909 voor de Compagnie des Indes aangepast. In 1912-1913 werd dit gedeelte als Taverne de la Régence heringericht. In 1928 werd het pand in opdracht van de Société de textile africaine ten zuiden uitgebreid tot een ruim gebouw en kreeg het zijn huidige uiterlijk.
Van het gedeelte van de vier traveeën aan de rechterkant van het Koningsplein werd het interieur in 1900-1901 ingrijpend gewijzigd en in art-nouveaustijl door Léon Govaerts heringericht om het hoofdkantoor van de Gresham Life Assurance Society Limited te huisvesten, vandaar de naam Hôtel Gresham die aan dit deel van het gebouw werd gegeven. Er werd tevens een gedenkplaat met oprichtingsdata en afbeelding van Thomas Gresham, financieel raadgever van koning Hendrik VIII van Engeland en oprichter van de Royal Exchange, aangebracht.
Sinds 1965-1967 zijn beide delen van het gebouw geïntegreerd in het Oldmasters Museum van de Koninklijke Musea voor Schone Kunsten van België.